# Alison Lepin
Alison Lepin est une gymnaste artistique française, née le 22 juin 2000 à Romorantin-Lanthenay. Elle a notamment remporté le bronze par équipe aux championnats d'Europe 2016.

## Biographie
Alison Lepin a commencé la gymnastique à l'âge de 9 ans au club de Romorantin, sur le tard, après avoir fait du patinage artistique. À l'âge de 11 ans, Alison intègre le club de haut niveau d'Avoine Beaumont Gymnastique, où elle s'y entraine toujours. En 2012, Alison a remporté les championnats de France critérium 12 ans, titre qui lui permet par la suite de prendre part aux compétitions élites.
Alison sera sélectionnée en équipe de France une première fois en novembre 2014, pour un match amical France/Italie/Mexique. Moins d'un an plus tard, Alison participe, sous les couleurs de la France, au Massilia 2015 et au Top Gym. Elle remportera d'ailleurs l'or aux barres asymétriques au Top Gym.
En 2016 vient sa première grosse compétition internationale : les Championnats d'Europe de gymnastique artistique féminine 2016, à Berne en Suisse. À cette compétition, Alison est médaillée de bronze par équipes avec Marine Brevet, Loan His, Marine Boyer et Oréane Lechenault. Un exploit pour la France qui n'était pas monté sur un podium européen par équipe depuis 2008.

## Palmarès

### Championnats d'Europe
- Berne 2016
  -  médaille de bronze au concours par équipes
- Cluj-Napoca 2017
  - 22e des qualifications au concours général individuel (qualifiée pour aucune finale)

### Compétitions nationales
- Championnats de France Élite Les Ponts de Cé 2017 :
  -  2e aux barres asymétriques
  -  3e au concours général individuel
  - 4e en saut